# Sarcophaga aegyptica
Sarcophaga aegyptica är en tvåvingeart som beskrevs av Salem 1935. Sarcophaga aegyptica ingår i släktet Sarcophaga och familjen köttflugor. Inga underarter finns listade i Catalogue of Life.